# Роос, Ксения Игоревна
Ксения Роос (нем. Ksenia Roos; Ксения Игоревна Рыбенко; род. 22 июля 1984, Новокузнецк) — российская шахматистка. С 2008 года она играет за Германский шахматный союз.

## Биография
В 1996 году участвовала в первенстве Европы среди девочек U12, проходившем в городе Римавска-Собота (Словакия). Заняла четвёртое место вместе с Надеждой Косинцевой. В 2001 г. Рыбенко присвоено звание «Международный мастер среди женщин». В чемпионате России среди девушек до 20 лет в 2003 г. разделила 3—4-е места. В апреле 2006 года она выиграла открытый чемпионат Новокузнецка. Участница чемпионата Европы среди женщин 2007 г.
Она поступила в Сибирский государственный индустриальный университет (СибГИУ) на металлургический факультет в 2001 году и окончила этот вуз в 2006 году.
Тренерами Ксении Рыбенко были Валерий Штукатуркин, Михаил Фенин, Сергей Искусных.
В составе команды «UPS TU Dresden» участница немецких соревнований, в том числе Бундеслиги среди женщин (2007/08 и 2008/09 — команда заняла 3-е и 2-е место соответственно), Бундеслиги (2008/09). В 2014 году она выиграла в Дрездене женский чемпионат Саксонии. В том же году Роос сыграла за сборную Саксонии в женском командном первенстве Германии среди сборных регионов.
Научный сотрудник кафедры строительной информатики Дрезденского технического университета.